# Tremella coffeicola
Tremella coffeicola är en svampart som först beskrevs av Miles Joseph Berkeley, och fick sitt nu gällande namn av P. Roberts 2004. Tremella coffeicola ingår i släktet Tremella och familjen Tremellaceae.   Inga underarter finns listade i Catalogue of Life.